# Retiboletus ornatipes
Retiboletus ornatipes är en svampart som först beskrevs av Peck, och fick sitt nu gällande namn av Manfr. Binder & Bresinsky 2002. Retiboletus ornatipes ingår i släktet Retiboletus och familjen Boletaceae.   Inga underarter finns listade i Catalogue of Life.

## Bildgalleri

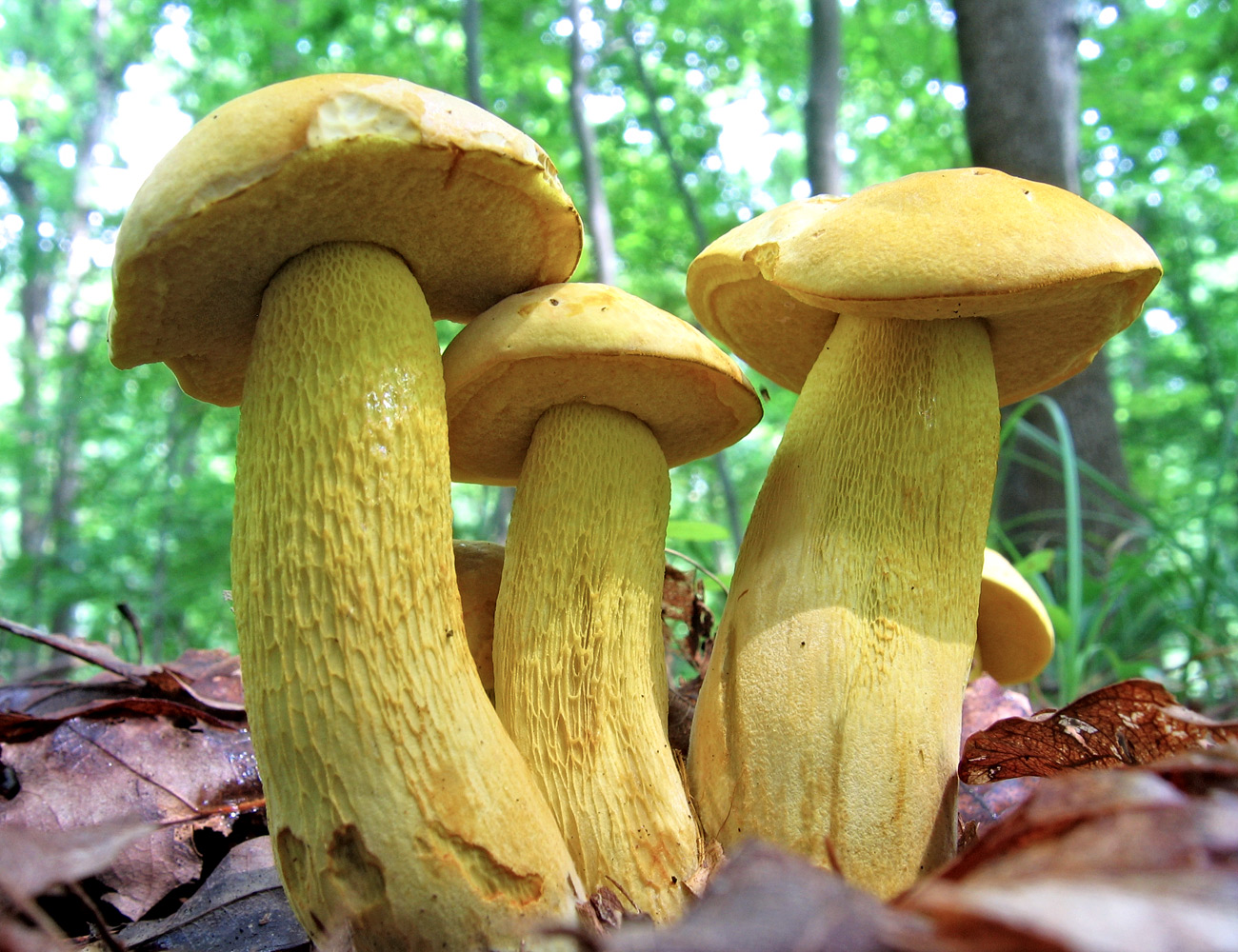